# Jean-Jacques Collas
Jean-Jacques Collas, né le 21 septembre 1758 à Argenteuil (Val-d'Oise) et mort à une date inconnue, est un homme politique français.

## Biographie
Maire d'Argenteuil,, il est député de Seine-et-Oise de 1791 à 1792, siégeant avec la majorité.

## Sources
- « Jean-Jacques Collas », dans Adolphe Robert et Gaston Cougny, Dictionnaire des parlementaires français, Edgar Bourloton, 1889-1891 [détail de l’édition]